# The Substitute Model
The Substitute Model è un cortometraggio muto del 1912 scritto e diretto da Hobart Bosworth.

## Produzione
Il film fu prodotto dalla Selig Polyscope Company.

## Distribuzione
Distribuito dalla General Film Company, il film - un cortometraggio di una bobina - uscì nelle sale cinematografiche statunitensi il 16 settembre 1912.